# Сан-Карлус (микрорегион)

Сан-Карлус на карте.

Сан-Карлус (порт. Microrregião de São Carlos) — микрорегион в Бразилии, входит в штат Сан-Паулу. Составная часть мезорегиона Араракара. 
Население составляет 	308 777	 человек (на 2010 год). Площадь — 	3 184,971	 км². Плотность населения — 	96,95	 чел./км².

## Демография
Согласно сведениям, собранным в ходе переписи 2010 г. Национальным институтом географии и статистики (IBGE), население микрорегиона составляет:						
| Полное население                             | Полное население                             | Полное население                             | Полное население                             | 308 777 |
| -------------------------------------------- | -------------------------------------------- | -------------------------------------------- | -------------------------------------------- | ------- |
| в том числе:                                 | Городское население                          | 292 778                                      | Процент городского населения, %              | 94,82   |
|                                              | Сельское население                           | 15 999                                       | Процент сельского населения, %               | 5,18    |
|                                              | Мужское население                            | 152 728                                      | Процент мужского населения, %                | 49,46   |
|                                              | Женское население                            | 156 049                                      | Процент женского населения, %                | 50,54   |
| Плотность населения, чел/км²                 | Плотность населения, чел/км²                 | Плотность населения, чел/км²                 | Плотность населения, чел/км²                 | 96,95   |
| Население микрорегиона в % к населению штата | Население микрорегиона в % к населению штата | Население микрорегиона в % к населению штата | Население микрорегиона в % к населению штата | 0,75    |

## Статистика
- Валовой внутренний продукт на 2003 составляет 3 741 243 921,00 реалов (данные: Бразильский институт географии и статистики).
- Валовой внутренний продукт на душу населения на 2003 составляет 12 824,47 реалов (данные: Бразильский институт географии и статистики).
- Индекс развития человеческого потенциала на 2000 составляет 0,829 (данные: Программа развития ООН).

## Состав микрорегиона
В составе микрорегиона включены следующие муниципалитеты:
1. Аналандия
2. Дескалваду
3. Дораду
4. Ибате
5. Рибейран-Бониту
6. Сан-Карлус